# 王的偵探事件簿
（又譯為《陛下的事件手册》、《國王陛下的事件手冊》）是一部2017年上映的韓國古裝動作喜劇片，改編自韓國漫畫家許允美創作的同名網絡漫畫。影片由《朝韓夢之隊》的導演文賢盛（문현성）執導，李善均、安宰弘主演。

## 劇情概要
原作漫畫講述朝鮮王朝的君主和士官化身名偵探合力破案的故事。朱鎮模在片中飾演反派角色，與電影的主角朝鮮睿宗（李善均飾）和士官展開對決。兼具過人洞察能力和快速判斷能力的朝鮮國王，和如影相隨史官，兩人共同破解巨大陰謀的故事。

## 演員陣容
- 李善均 飾演 睿宗
- 安宰弘 飾演 尹利棲，藝文館檢閱。
- 金希沅 飾演 南健熙
- 景收真 飾演 善花
- 丁海寅 飾演 黑雲
- 朱鎮模 飾演 大提學
- 張英南 飾演 粹嬪
- 金洪發 飾演 領議政
- 金應洙 飾演 左議政
- 趙英鎮 飾演 右議政
- 嚴智成 飾演 乽山君
- 姜澯熙 飾演 少年睿宗
- 琴廣山 飾演 怪漢
- 成道賢 飾演 洪道光
- 朴亨洙 飾演 史官
- 白柱煥 飾演 史官
- 朴正植 飾演 史官
- 洪基俊 飾演 大殿內官
- 崔英道 飾演 大臣
- 鄭道元 飾演 鄭道光
- 張文奎 飾演 漁夫
- 沈完俊 飾演 漁夫
- 徐光宰 飾演 都承旨
- 金泰勳 飾演 御衣
- 金正英 飾演 提調尚宮
- 崔里昊 飾演 旗手漁夫
- 林浩俊 飾演 駕洛國漁夫
- 朴正民 飾演 懿敬世子（特別出演）
- 成秉淑 飾演 大妃（特別出演）

## 外部連結
- 韩国电影数据库（KMDb）上《王的偵探事件簿》的資料
- 互联网电影数据库（IMDb）上《王的偵探事件簿》的资料（英文）
- 豆瓣电影上《王的偵探事件簿》的資料 （简体中文）
- 《王的偵探事件簿》在HanCinema的页面（英文）
- Box Office Mojo上《王的偵探事件簿》的資料（英文）